# جیمی گریفیث
جیمی گریفیث (انگلیسی: Jamie Griffiths؛ زادهٔ ۴ ژانویهٔ ۱۹۹۲) بازیکن فوتبال اهل بریتانیا است.
از باشگاه‌هایی که در آن بازی کرده‌است می‌توان به باشگاه فوتبال سادبوری، باشگاه فوتبال لانگ ملفورد، باشگاه فوتبال ایپسویچ تاون، باشگاه فوتبال کترینگ تاون، و باشگاه فوتبال پلیموث آرگیل اشاره کرد.